# Bugulella fragilis
Bugulella fragilis är en mossdjursart som beskrevs av Addison Emery Verrill 1879. Bugulella fragilis ingår i släktet Bugulella och familjen Bugulidae. Inga underarter finns listade i Catalogue of Life.